# Peperomia mollisoides
Peperomia mollisoides är en pepparväxtart som beskrevs av Truman George Yuncker. Peperomia mollisoides ingår i släktet peperomior, och familjen pepparväxter. Inga underarter finns listade i Catalogue of Life.